# World MMA Awards
World MMA Awards é um prêmio anual dado a profissionais ligado ao mundo do MMA.

## Prêmios Atuais

### Prêmio Charles ‘Mask’ Lewis ao Lutador do Ano
- 2008  Anderson Silva[1]
- 2009  Georges St-Pierre[2]
- 2010  José Aldo[3]
- 2011  Jon Jones[4]
- 2012  Jon Jones[5]
- 2013  Chris Weidman[6]
- 2014  Robbie Lawler[7]
- 2015  Conor McGregor
- 2016  Conor McGregor

### Lutadora Feminina do Ano (Female Fighters of the Year)
- 2008  Gina Carano[1]
- 2009  Cristiane Santos[2]
- 2010  Cristiane Santos[3]
- 2011  Miesha Tate[4]
- 2012  Ronda Rousey[5]
- 2013  Ronda Rousey[6]
- 2014  Ronda Rousey[7]
- 2015  Holly Holm [8]
- 2016  Amanda Nunes
- 2017  Rose Namajunas

### Lutador Revelação do Ano (Breakthrough Fighter of the Year)
- 2008  Demian Maia[1]
- 2009  Brock Lesnar[2]
- 2010  Jon Jones[3]
- 2011  Donald Cerrone[4]
- 2012  Chris Weidman[5]
- 2013  Travis Browne[6]
- 2014  Kelvin Gastelum[7]
- 2015  Holly Holm [8]
- 2016  Cody Garbrandt

### Lutador Internacional do Ano (International Fighter of the Year)
Em 2008 e 2009, este prêmio era conhecido como "Lutador Europeu do Ano". Em 2010, ele ganhou a alcunha "Lutador Internacional do Ano", e é dado ao lutador de fora do continente Americano.
- 2008  Michael Bisping[1]
- 2009  Gegard Mousasi[2]
- 2010  Alistair Overeem[3]
- 2011  Alistair Overeem[4]
- 2012  Michael Bisping[5]
- 2013  Alexander Gustafsson[6]
- 2014  Conor McGregor[7]
- 2015  Conor McGregor
- 2016  Khabib Nurmagomedov

### Luta/Combate do Ano (Fight of the Year)
- 2008  Chuck Liddell venceu  Wanderlei Silva (UFC 79) Decisão (unânime) Rd 3 [1]
- 2009  Diego Sanchez venceu  Clay Guida (The Ultimate Fighter: United States vs. United Kingdom Finale) Decisão (dividida) Rd 3 [2]
- 2010  Anderson Silva venceu  Chael Sonnen (UFC 117) Finalização (triângulo) Rd 5 [3]
- 2011  Frankie Edgar vs  Gray Maynard (UFC 125) Empate (dividido) Rd 5 [4]
- 2012  Joe Lauzon venceu  Jamie Varner (UFC 155) Finalização (triângulo) Rd 3 [5]
- 2013  Jon Jones venceu  Alexander Gustafsson (UFC 165) Decisão (unânime) Rd 5 [6]
- 2014  José Aldo vs.  Chad Mendes Decisão (unânime) Rd 5 (UFC 179)[7]
- 2015  Robbie Lawler venceu  Rory MacDonald (UFC 189) TKO (socos) Rd 5 [8]
- 2016  Cub Swanson venceu  Dooho Choi (UFC 206) Decisão (unânime) Rd 3
- 2017  Eddie Alvarez venceu  Justin Gaethje (UFC 218) TKO (socos) Rd 3

### Nocaute do Ano (Knockout of the Year)
- 2008 Wanderlei Silva vs Keith Jardine (UFC 84)[1]
- 2009 Dan Henderson vs Michael Bisping (UFC 100)[2]
- 2010 Maurício Rua vs Lyoto Machida (UFC 113)[3]
- 2011 Anderson Silva vs Vitor Belfort(UFC 126)[4]
- 2012 Edson Barboza vs Terry Etim (UFC 142)[5]
- 2013 Vitor Belfort vs Luke Rockhold (UFC on FX: Belfort vs. Bisping)[6]
- 2014 Mark Hunt vs Roy Nelson (UFC Fight Night: Hunt vs. Nelson)[7]
- 2015 Ronda Rousey vs Holly Holm (UFC 193)[8]
- 2016 Michael Page vs Evangelista Santos (Bellator 158)[9]

### Submissão do Ano (Submission of the Year)
- 2008 Georges St-Pierre vs Matt Hughes[1]
- 2009 Toby Imada vs Jorge Masvidal[2]
- 2010 Fabricio Werdum vs Fedor Emelianenko[3]
- 2011 Jung Chan-Sung vs Leonard Garcia[4]
- 2012 Frank Mir vs Antônio Rodrigo Nogueira[5]
- 2013 Urijah Faber vs Ivan Menjivar (UFC 157)[6]
- 2014 Ben Saunders vs. Chris Heatherly (UFC Fight Night: Henderson vs. dos Anjos) [7]
- 2015 Ronda Rousey vs Cat Zingano (UFC 184) [8]

### Reviravolta do Ano (Comeback of the Year)
- 2011 Cheick Kongo vs Pat Barry[4]
- 2012 Frank Mir vs Antonio Rodrigo Nogueira[5]
- 2013 Travis Browne vs Alistair Overeem (UFC Fight Night 26)[6]
- 2014 Dominick Cruz (carreira)[7]
- 2015 Gilbert Melendez vs Eddie Alvarez (UFC 188) [8]

### Zebra do Ano (Upset of the Year)
- 2014 TJ Dillashaw vs Renan Barão (UFC 173) [7]
- 2015 Holly Holm vs Ronda Rousey (UFC 193) [8]
- 2016 Michael Bisping vs. Luke Rockhold (UFC 199)

### Prêmio Shawn Tompkins ao Treinador do Ano (The Shawn Tompkins Coach of the Year)
De 2009 a 2011, o prêmio se chamava apenas "Treinador do Ano". Em 2012, ele ganhou a alcunha Shawn Tompkins, em memória a Shawn Tompkins.
- 2009 Greg Jackson[2]
- 2010 Greg Jackson[3]
- 2011 Greg Jackson[4]
- 2012 Rafael Cordeiro[5]
- 2013 Duane Ludwig[6]
- 2014 Duane Ludwig[7]
- 2015 Rafael Cordeiro[8]

### Centro de Treinamento do Ano (Gym of the Year)
- 2009 Greg Jackson Fighting Systems[2]
- 2010 Wand Training Center[3]
- 2011 Black House[4]
- 2012 Cesar Gracie Jiu-Jitsu[5]
- 2013 Team Alpha Male[6]
- 2014 Team Alpha Male[7]
- 2015 Jackson-Wink MMA [8]

### Preparador Físico do Ano (Trainer of the Year)
- 2013 Mike Dolce[6]
- 2014 Mike Dolce[7]

### Árbitro do Ano (Referee of the Year)
- 2010 Herb Dean[3]
- 2011 Herb Dean[4]
- 2012 Herb Dean[5]
- 2013 Herb Dean[6]
- 2014 Herb Dean[7]
- 2015 John McCarthy [8]

### Ring Girl do Ano (Ringcard Girl of the Year)
- 2008 Arianny Celeste[1]
- 2009 Arianny Celeste[2]
- 2010 Arianny Celeste[3]
- 2011 Arianny Celeste [4]
- 2012 Brittney Palmer[5]
- 2013 Brittney Palmer[6]
- 2014 Arianny Celeste[7]
- 2015 Arianny Celeste[8]
- 2016 Jhenny Andrade
- 2017 Jhenny Andrade

### Executivo do Ano (Leading Man of the Year)
- 2008 Dana White[1]
- 2009 Dana White[2]
- 2010 Dana White[3]
- 2011 Dana White[4]
- 2012 Dana White[5]
- 2013 Dana White[6]
- 2014 Dana White[7]
- 2015 Dana White[8]

### Personalidade do Ano do MMA (MMA Personality of the Year)
- 2011 Joe Rogan[4]
- 2012 Joe Rogan[5]
- 2013 Chael Sonnen[6]
- 2014 Joe Rogan[7]

### Melhor Promoção (Best Promotion)
- 2008 Ultimate Fighting Championship[1]
- 2009 Ultimate Fighting Championship[2]
- 2010 Ultimate Fighting Championship[3]
- 2011 Ultimate Fighting Championship[4]
- 2012 Ultimate Fighting Championship[5]
- 2013 Ultimate Fighting Championship[6]
- 2014 Ultimate Fighting Championship[7]
- 2015 Ultimate Fighting Championship

### Prêmios Especiais (Lifetime Archievement)
Esta homenagem é decidida pelo painel de prêmios.
Prêmio Especial
- 2009 Charles Lewis, Jr.[2]

Contribuição inestimavel ao MMA
- 2010 Randy Couture[3]
- 2011 Shawn Tompkins[4]

Lifetime Achievement
- 2012 Leon Tabbs[5]
- 2013 Royce Gracie[6]
- 2014 Burt Watson[7]

### Melhor Marca de Roupas (Estilo de Vida) (Best Lifestyle Clothing Brand)
Melhor Roupa (Geral).
- 2008 Tapout[1]

Melhor Roupa de MMA.
- 2009 Tapout[2]

Melhor Marca de Roupas (Estilo de Vida).
- 2010 Tapout[3]
- 2011 Tapout[4]
- 2012 Bad Boy[5]
- 2013 Bad Boy[6]
- 2014 Bad Boy[7]

### Melhor Marca de Vestuário (Best Technical Clothing Brand)
Melhor Short.
- 2008 Sprawl[1]
- 2009 Tapout[2]

Melhor Marca de Vestuário.
- 2010 Bad Boy[3]
- 2011 Bad Boy[4]
- 2012 Clinch Gear[5]
- 2013 Venum[6]
- 2014 Venum[7]

### Melhor Equipamento Técnico (Best Technical Equipament)
Melhores Luvas.
- 2008 Fairtex[1]
- 2009 UFC / Century[2]

Melhor Equipamento Técnico.
- 2010 Everlast[3]
- 2011 Everlast[4]
- 2012 Pretorian[5]
- 2013 Bad Boy[6]
- 2014 Everlast[7]

### Mídia de MMA do ano (MMA Media Source of the Year)
Melhor cobertura da mídia.
- 2008 MMAjunkie.com[1]
- 2009 MMAjunkie.com[2]

Fonte de mídia do ano.
- 2010 MMAjunkie.com[3]
- 2011 MMAjunkie.com[4]
- 2012 Sherdog[5]
- 2013 MMA Fighting[6]
- 2014 MMAjunkie.com[7]

### Jornalista de MMA do ano (MMA Journalist of the Year)
- 2009 John Morgan[2]
- 2010 Ariel Helwani[3]
- 2011 Ariel Helwani[4]
- 2012 Ariel Helwani[5]
- 2013 Ariel Helwani[6]
- 2014 Ariel Helwani[6]

## Prêmios Extintos

### Melhor Marca Relacionada ao MMA (Best MMA Brand)
- 2008 Ultimate Fighting Championship[1]
- 2009 Tapout[2]

### Entrada de Ringue Mais Marcante do Ano (Most Memorable Ring Entrance)
- 2010 Jason Miller[3]
- 2011 Jason Miller[4]